# Castelinho (Santos)

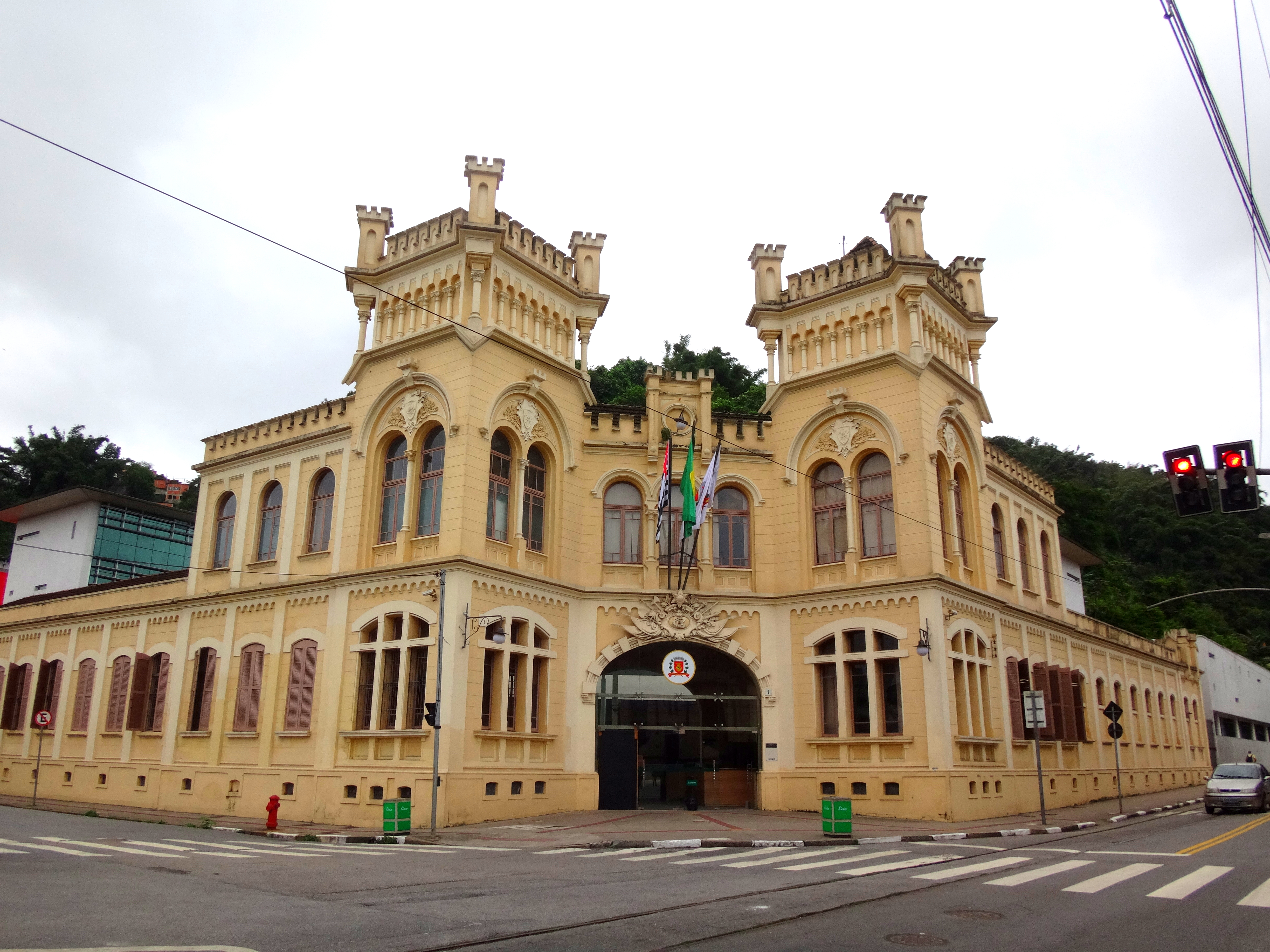
Castelinho, atual Câmara dos Vereadores de Santos

A confluência da rua Bittencourt com a avenida Senador Feijó abrigou por quase um século o Quartel do Corpo de Bombeiros de Santos, mais conhecido como Castelinho. Esse edifício foi extremamente importante para Santos e região porque até o ano de sua inauguração, 1909, não existia nenhum local apropriado para sediar o Corpo de Bombeiros de Santos, que tinha acabado de se organizar formalmente. Localizado estrategicamente no centro de Santos, próximo ao Porto de Santos e a Rodovia Anchieta, foi essencial no combate as diversas tragédias que assolaram Santos e região no século XX. Como um furação que abalou Santos, em 1915, no desastre do “bondinho” no morro da Nova Cintra, em 1922, quando do incêndio da favela São José (Vila Socó), em Cubatão, em 1984; entre centenas de incêndios comuns e outras tragédias que assolaram a região.

## História
A história do Castelinho começa um pouco antes de sua construção. No final do século XIX, em 1885, iniciou-se em Santos um corpo de bombeiros amador composto por voluntários. Alguns anos mais tarde a cidadãos resolveram que era necessário formar um grupo de bombeiros profissional e isso ocorreu em 1890. Era um grupo pequeno, de apenas 10 homens, que não tinham muitos equipamentos nem tecnologia, mas que começou a trabalhar arduamente no combate a incêndios e na ocasião de tragédias. 
O corpo de bombeiros foi se tornando mais sólido até que viram a necessidade da construção de um local mais apropriado para abrigar seu efetivo e seus equipamentos. O projeto do Castelinho começou, então, pelas mãos do engenheiro Maximiliano Emílio Hehl. A pedra de toque da construção foi edificada em 9 de junho de 1907 pelas mãos do engenheiro Francisco Saturnino de Brito, e inauguração oficial ocorreu em 07 de Setembro de 1909.
O tempo foi passando e o grupo de bombeiros Castelinho foi crescendo e se tornando essencial para vida da cidade de Santos e região. Duas fases importantes foram a passagem do Corpo de Bombeiros de municipal para estadual , na incorporação à Força Pública do Estado, em 1947; e depois, a incorporação à Polícia Militar do Estado de São Paulo, em 1969. Outro marco a registrar é da mudança de nome que passou a corporação em 1975, quando a partir daí se denominou 6º Grupamento de Incêndio, seu efetivo chegando a 720 homens.
Em homenagem a esse corpo de bombeiros foi erguido um monumento piramidal, em 1963, na praça Tenente Mauro Batista Miranda. Esse oficial teve seu nome dado a praça por ocasião de sua morte no cumprimento do seu dever anos antes.
Quase 100 anos depois de sua inauguração o edifício Castelinho precisava passar por inúmeras reformas e o 6º Grupamento de Bombeiros necessitava de um local mais estratégico para ser mais efetivo na cidade. Por isso em 2007 iniciou a mudança de todo grupamento para outra localidade. Depois o local passou por uma reforma muito grande para abrigar a nova Câmara Municipal de Santos.

## Participações importantes

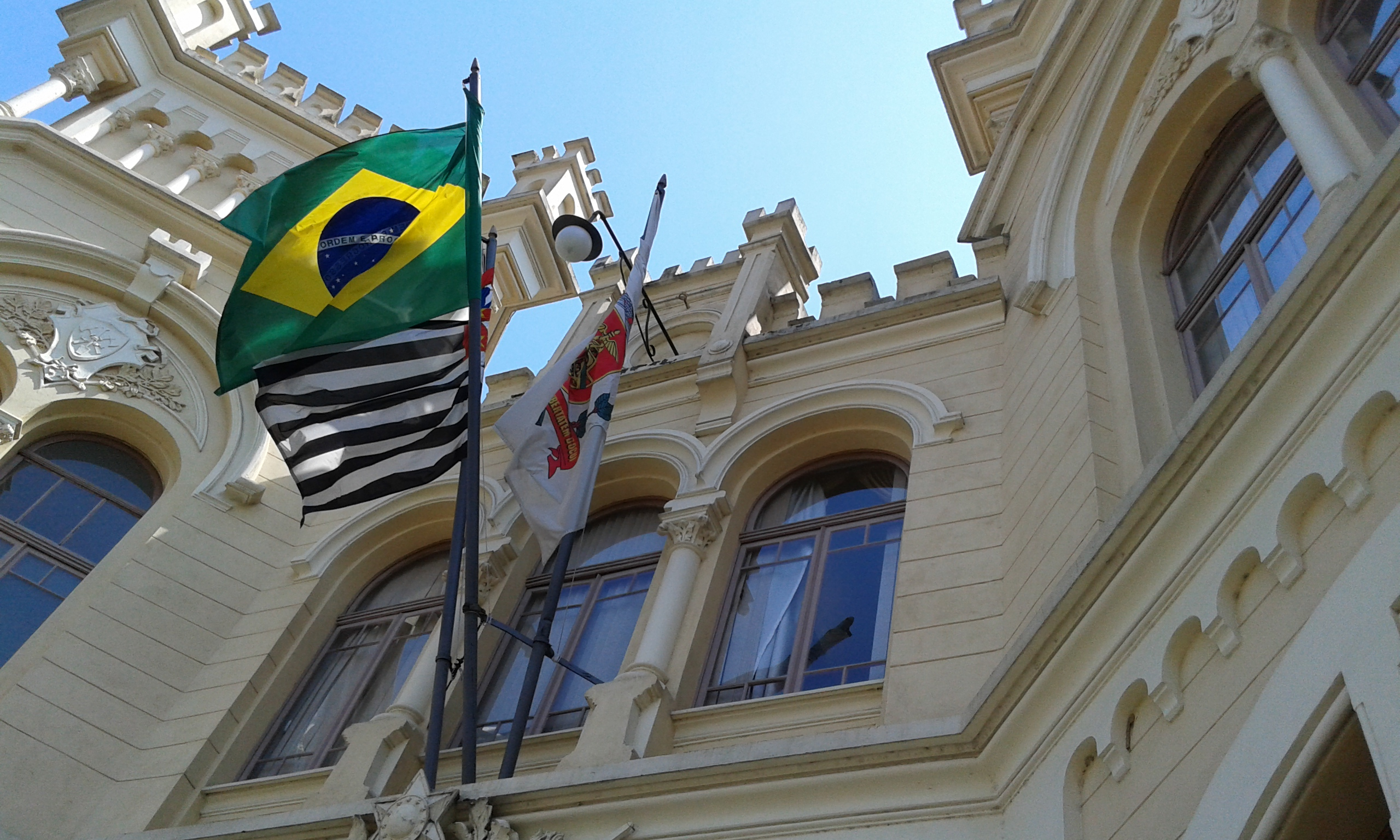
Castelinho

Podemos destacar participações importantes essenciais do Corpo de Bombeiros de Santos, sediado no Castelinho. Citamos: depois do furacão que assolou a cidade, em maio de 1915; durante a epidemia de “gripe espanhola”; nos incêndios dos armazéns da Companhia Docas de Santos, em 1919; no desastre ocorrido no Morro da Nova Cintra, em maio de 1922; na catástrofe, quando do deslocamento da barreira no Monte Serrat em março de 1928; no incêndio dos depósitos de combustível no bairro Chico de Paula, em 1930; no incêndio ocorrido no Porto de Santos em novembro de 1941; no desabamento parcial do Morro do Marapé, em março de 1956; no incêndio do cais do Saboó, em janeiro de 1957; na explosão do gasômetro, em 9 de janeiro de 1967; quando houve um grande incêndio da favela São José (Vila Socó), em Cubatão, em 1984; e inumeros outros incêndios e pequenos desastres que ocorreram na história de Santos e Baixada Santista no século XX.

## Principais atribuições
O grupamento do Bombeiros tinha como atribuições além do combate a incêndios e prevenção, o salvamento terrestre e aquático, a prevenção e salvamento de praias, além de quando necessário salvamento em desastres naturais como vistos acima, entre outras inúmeras tarefas que cumpriam no serviço a cidade e região.

## Curiosidades
Uma curiosidade interessante é que logo na entrada do pátio interno existe uma grande estrela de pedras de duas cores onde alguns creem que a pedra de toque foi edificada. Neste mesmo local, em contraste pode-se ver as datas 1907 e 1909, respectivamente o ano do início da construção e de sua inauguração.

## Chefes e comandantes do corpo municipal de bombeiros
- - Chefe José de Souza Ramos, nomeado em fevereiro de 1880,com a criação do grupo de bombeiros da seção de obras públicas da prefeitura, permanecendo na chefia até meados de junho de 1895.
  - Levinio Lucio Pires, nomeado comandante em julho de 1895 e exonerado em 30-07-1895.
  - Alferes Fábio Paulista de Carvalho, nomeado comandante em 01-08-1895 a 12-1895.
  - Ten. Gustavo Sulzer, nomeado comandante interino em 13 de janeiro de 1896 até a dissolução da corporação em março de 1898.
  - Ten. Benedicto Ottoni, nomeado para o cargo de encarregado do pessoal em 04-05-1898, durante a fase de reorganização do corpo.
  - Cap. Honorario do exercito Emilio Sayão de carvalho, nomeado em 02-06-1898 como comandante interino.
  - Cap. Manoel Alexandre da Silva Junior, oficial do corpo de bombeiros de São Paulo, comissionado pelo governo do estado, assumiu o comando do corpo de bombeiros e da Polícia Municipal em julho de 1898 a 27 de abril de 1899.
  - Cap. Antonio José rodrigues monteiro, oficial do corpo de bombeiros de São Paulo, posto pelo governador do estado a disposição da intendência municipal. Assumiu o comando em 24-05-1899, permanecendo no cargo até 10-09-1901. Voltou a comandar de 23-01-1902 a 10-10-1904
  - Ten. Ajudante Francisco Hidelbrando de Moura, de 10-10-1904 a 16-12-1907.
  - Cap. José Martiminiano de Carvalho, oficial da força pública do estado de São Paulo, de 16-12-1907 a 09-03-1909.
  - Cap. Gustavo Sulzer nomeado comandante de 09-03 1909, passando interinamente o comando a seu substituto legal em 09-05-1917.
  - Cap. José Martiminiano de Carvalho, da força pública do estado de São Paulo, reassumiu o comando em 01-09-1917 e passou a comandar com o posto de major a partir de 17-10-1921 a 26-07-1926.
  - Major João Pedroso de oliveira, oficial da força pública do estado de São Paulo, assumindo o comando em 18-03-1929 a 15-05-1929.
  - Major Alipio Ferraz, oficial da força pública do estado de São Paulo, nomeado em comissão em 17-14-1929 a 22-10-1930.
  - Cap. Inocencio da Costa Cruz, de 14-11-1930 a 19-10-1938.
  - Major Alipio Ferraz, reassumindo o comando em 17-11-1938 a 28-08-1941.
  - Cap. Francisco Hidelbrando Moura, como subcomandante em 28-08-1941, passando a comandante em 14-02-1943, ficando no comando até a fase em que a organização municipal estava para ser incorporada a força pública do estado de São Paulo, em 27-12-1946.[3]

## Chefes e comandantes quando da integração a Força Pública e posteriormente, a Polícia Militar do Estado de São Paulo
Em todo período que integrou a Força Pública (FP), e posteriormente a Polícia Militar do Estado de São Paulo (PM), a corporação dos bombeiros de Santos em suas várias fases esteve sob o comando dos seguintes oficiais:
- - Capitão FP Armindo de Melo Gaya Filho (10-12-1947 a 26-06-1947)
  - Capitão FP José Limongi França (26-10-1948 a 27-12-1955)
  - Capitão FP Paulo Marques Pereira (27-02-1955 a 04-07-1963)
  - Major FP Antonio Braga (15-05-1963 a 04-07-1966)
  - Major FP Thiago Villaverde prior (16-07-1966 a 30-01-1967)
  - Major FP Newton Pereira da Silva (03-10-1967 a 16-05-1969)
  - Ten.cel. FP Jonas Flores Ribeiro Junior ( 31-06-1969 a 10-09-1969)
  - Major FP Luis Sebastião Malvásio (29-12-1969 a 19-07-1975)
  - Major PM Sebastião Catai (22-12-1976 a 23-01-1979)
  - Ten.cel. PM Helio Barbosa Caldas (11-09-1979 a 09-09-1982)
  - Ten. Cel PM Waldemar Indalecio Junior (07-01-1980 a 09-09-1982).
  - Ten. Cel PM Sebastião Catai ( 23-09-1982 a 20-06-1983)
  - Ten. Cel PM Nilauril Pereira da Silva (20-06-1983 a 25-07-1986)
  - Ten. Cel PM Vladimir de Oliveira Reis (03-10-1986 a 11-01-1988)
  - Ten.cel PM Norival Gonsalves (12-01-1988 a 12-01-1989)
  - Ten. Cel PM José Carlos da Fonseca (25-09-1990 a 18-03-1981)
  - Ten. Cel PM Arnaldo Ferreira Barreto (16-09-1991 a 23-07-1993)
  - Ten. Cel PM Lisia Campos Vieira (23-07-1993 a 02-10-1997)
  - Ten. Cel. PM Ênio Rodrigues dos Santos (02-10-1997 a 27-05-1988)[3]

## Serviço de Localização de embarcações
O serviço de localização de embarcações desaparecidas e de socorro a sobreviventes em alto mar compete ao serviço de busca e salvamento da marinha (salvamar). Em dezembro de 1921, o então capitão comandante do corpo de bombeiros de santos propôs a Câmara municipal, a criação de um posto marítimo, com o objetivo primordial de atender de imediato os sinistros no mar e incêndios a bordo dos navios atracados no porto, bem como executar serviços de salva-vidas na praia.
No início da década de 1940, o serviço de salvamento passou a contar com um novo posto, instalado no instituto dona escolástica rosa, ficando os postos então existentes na orla da praia com a numeração seguinte:
- - Posto 01-Ilha Urubuqueçaba
  - Posto 02-José Menino
  - Posto03-Gonzaga
  - Posto 04-Boqueirão
  - Posto05-Escolastica Rosa (junto ao canal 6)[3]

## Hoje
Atualmente o Corpo de Bombeiros de Santos está situado na Avenida Conselheiro Nébias e o edifício Castelinho foi todo recuperado e adaptado, funcionando ali a Câmara Municipal de Santos, que permite visitas monitoradas as suas instalações, que acontecem toda terça e 

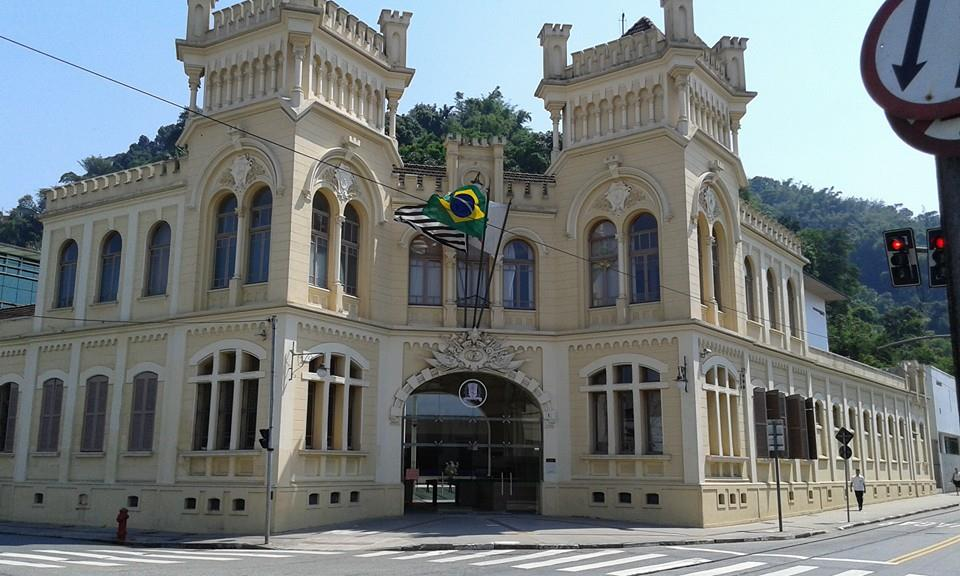
Castelinho perfil